# ۳سی ۲۳۶
کهکشان ۳سی ۲۳۶ ((به انگلیسی: 3C 236)) یک کهکشان رادیویی «کلاس ۲» (FR II)، در کلاسه‌بندی (Fanaroff and Riley) است. ۳سی ۲۳۶ یکی از بزرگترین کهکشان‌های رادیویی شناخته شده‌است که ساختار رادیویی آن دارای اندازهٔ کلی بیش از ۴٫۵ مگاپیکسل (۱۵ میلیون سال نوری) است. این گستردگی آن را به دومین شیء بزرگ تاکنون شناخته شده در گیتی تبدیل می‌کند. این کهکشان دارای یک مورفولوژی رادیویی «دو برابر» است که متشکل از منبع عظیم ۴٫۵ مگاپیکسلی و یک منبع رادیویی طیف شیب‌دار هسته کهکشانی فعال ۲ پارسکی است. یک انفجار ستاره‌ای نزدیک به هسته ممکن است مربوط به رخدادی باشد که منجر به احتراق مجدد فعالیت رادیویی شده‌باشد.